# Mike Brown (MMA)
Pour les articles homonymes, voir Mike Brown et Brown.
Mike Thomas Brown, né le 8 septembre 1975, est un combattant américain d'arts martiaux mixtes (MMA). Il a été champion poids plumes du World Extreme Cagefighting.

## Palmarès en arts martiaux mixtes
| 35 combats     | 26 victoires | 9 défaites |
| Par KO         | 5            | 3          |
| Par soumission | 13           | 4          |
| Sur décision   | 8            | 2          |

| Résultat | Record | Adversaire       | Méthode                                   | Événement                                  | Date              | Round | Temps | Lieu                                   | Notes                                  |
| -------- | ------ | ---------------- | ----------------------------------------- | ------------------------------------------ | ----------------- | ----- | ----- | -------------------------------------- | -------------------------------------- |
| Défaite  | 26-9   | Steven Siler     | KO (coups de poing)                       | UFC Fight Night: Shogun vs. Sonnen         | 17 août 2013      | 1     | 0:50  | Boston, Massachusetts, États-Unis      |                                        |
| Victoire | 26-8   | Daniel Pineda    | Décision unanime                          | UFC 146: Dos Santos vs. Mir                | 26 mai 2012       | 3     | 5:00  | Las Vegas, Nevada, États-Unis          |                                        |
| Victoire | 25-8   | Nam Phan         | Décision unanime                          | UFC 133: Evans vs. Ortiz                   | 6 août 2011       | 3     | 5:00  | Philadelphie, Pennsylvanie, États-Unis |                                        |
| Défaite  | 24-8   | Rani Yahya       | Décision unanime                          | UFC: Fight For The Troops 2                | 22 janvier 2011   | 3     | 5:00  | Killeen, Texas, États-Unis             |                                        |
| Défaite  | 24-7   | Diego Nunes      | Décision partagée                         | UFC 125: Resolution                        | 1er janvier 2011  | 3     | 5:00  | Las Vegas, Nevada, États-Unis          |                                        |
| Victoire | 24-6   | Cole Province    | TKO (coups de poing)                      | WEC 51: Aldo vs. Gamburyan                 | 30 septembre 2010 | 1     | 1:18  | Broomfield, Colorado, États-Unis       |                                        |
| Défaite  | 23-6   | Manvel Gamburyan | KO (coups de poing)                       | WEC 48: Aldo vs. Faber                     | 24 avril 2010     | 1     | 2:22  | Sacramento, Californie, États-Unis     |                                        |
| Victoire | 23-5   | Anthony Morrison | Soumission (rear naked choke)             | WEC 46: Varner vs. Henderson               | 10 janvier 2010   | 1     | 1:54  | Sacramento, Californie, États-Unis     |                                        |
| Défaite  | 22-5   | José Aldo        | TKO (coups de poing)                      | WEC 44: Brown vs. Aldo                     | 18 novembre 2009  | 2     | 1:20  | Las Vegas, Nevada, États-Unis          | Perd le titre poids plumes du WEC.     |
| Victoire | 22-4   | Urijah Faber     | Décision Unanime                          | WEC 41: Brown vs. Faber 2                  | 7 juin 2009       | 3     | 5:00  | Sacramento, Californie, États-Unis     | Défend le titre poids plumes du WEC.   |
| Victoire | 21-4   | Leonard Garcia   | Soumission (étranglement bras/tête)       | WEC 39: Brown vs. Garcia                   | 1er mars 2009     | 1     | 1:57  | Corpus Christi, Texas, États-Unis      | Défend le titre poids plumes du WEC.   |
| Victoire | 20-4   | Urijah Faber     | TKO (coups de poing)                      | WEC 36: Faber vs. Brown                    | 5 novembre 2008   | 1     | 2:23  | Hollywood, Floride, États-Unis         | Remporte le titre poids plumes du WEC. |
| Victoire | 19-4   | Jeff Curran      | Décision unanime                          | WEC 34: Faber vs. Pulver                   | 1er juin 2008     | 3     | 5:00  | Sacramento, Californie, États-Unis     |                                        |
| Victoire | 18-4   | Manny Reyes Jr.  | Soumission (rear naked choke)             | Premier X-treme Fighting                   | 8 décembre 2007   | 1     | N/A   | Hollywood, Floride, États-Unis         |                                        |
| Victoire | 17-4   | Eben Oroz        | TKO (coups de poing)                      | HOOKnSHOOT: Bodog Fight Women's Tournament | 24 novembre 2007  | 1     | 3:15  | Evansville, Indiana, États-Unis        |                                        |
| Victoire | 16-4   | Yves Edwards     | Décision unanime                          | Bodog Fight: Clash of the Nations          | 16 décembre 2006  | 3     | 5:00  | Saint-Pétersbourg, Russie              |                                        |
| Victoire | 15-4   | Jason Bryant     | TKO (coups de poing)                      | Absolute Fighting Championships 19         | 21 octobre 2006   | 1     | 1:26  | Boca Raton, Floride, États-Unis        |                                        |
| Victoire | 14-4   | Rocky Long       | Soumission (rear naked choke)             | Kick Enterprises                           | 9 septembre 2006  | 2     | 1:32  | Fort Myers, Floride, États-Unis        |                                        |
| Victoire | 13-4   | Dustin Neace     | Soumission (étranglement en guillotine)   | AFC 18: Absolute Fighting Championships 18 | 26 août 2006      | 1     | 0:50  | Boca Raton, Floride, États-Unis        |                                        |
| Défaite  | 12-4   | Masakazu Imanari | Soumission (clé de jambe)                 | DEEP: 22 Impact                            | 2 décembre 2005   | 2     | 3:38  | Tokyo, Japon                           |                                        |
| Victoire | 12-3   | Takeshi Yamazaki | Décision unanime                          | DEEP: 21st Impact                          | 28 octobre 2005   | 3     | 5:00  | Tokyo, Japon                           |                                        |
| Victoire | 11-3   | Taiyo Nakahara   | Soumission (étranglement bras/tête)       | GCM: D.O.G. 2                              | 11 juin 2005      | 2     | 2:23  | Tokyo, Japon                           |                                        |
| Victoire | 10-3   | Renato Tavares   | Décision unanime                          | Absolute Fighting Championships 10         | 30 octobre 2004   | 3     | 5:00  | Fort Lauderdale, Floride, États-Unis   |                                        |
| Défaite  | 9-3    | Joe Lauzon       | Soumission (rear naked choke)             | CZ 8: Street Justice                       | 2 octobre 2004    | 3     | 2:14  | Revere, Massachusetts, États-Unis      |                                        |
| Défaite  | 9-2    | Genki Sudo       | Soumission (clé de bras dans le triangle) | UFC 47: It's On                            | 2 avril 2004      | 1     | 3:31  | Las Vegas, Nevada, États-Unis          |                                        |
| Victoire | 9-1    | Leigh Remedios   | Décision unanime                          | Absolute Fighting Championships 6          | 6 décembre 2003   | 3     | 5:00  | Fort Lauderdale, Floride, États-Unis   |                                        |
| Victoire | 8-1    | Renat Mirzabekov | Soumission (clé de talon)                 | Hardcore Fighting Championships 2          | 18 octobre 2003   | N/A   | N/A   | Revere, Massachusetts, États-Unis      |                                        |
| Victoire | 7-1    | Mark Hominick    | Soumission (clé de talon)                 | TFC 8: Hell Raiser                         | 6 juin 2003       | 3     | 4:27  | Toledo, Ohio, États-Unis               |                                        |
| Victoire | 6-1    | Shawn Graham     | TKO (coups de poing)                      | Hardcore Fighting Championships 1          | 24 mai 2003       | 2     | 1:05  | Revere, Massachusetts, États-Unis      |                                        |
| Victoire | 5-1    | Mike Large       | Soumission (rear naked choke)             | TFC 7: Fightzone 7                         | 28 février 2003   | 1     | 1:12  | Toledo, Ohio, États-Unis               |                                        |
| Victoire | 4-1    | Bill Mahoney     | Soumission (rear naked choke)             | Mass Destruction 10                        | 25 janvier 2003   | 3     | 3:06  | Taunton, Massachusetts, États-Unis     |                                        |
| Victoire | 3-1    | Edward Odquina   | Soumission (rear naked choke)             | USMMA 1: Ring of Fury                      | 18 mai 2002       | 1     | 1:19  | Lowell, Massachusetts, États-Unis      |                                        |
| Défaite  | 2-1    | Hermes França    | Soumission (étranglement en triangle)     | HOOKnSHOOT: Kings 1                        | 17 novembre 2001  | 1     | 2:21  | Evansville, Indiana, États-Unis        |                                        |
| Victoire | 2-0    | Vinny Brightman  | Soumission (rear naked choke)             | Mass Destruction 3                         | 4 août 2001       | 1     | 3:30  | Springfield, Massachusetts, États-Unis |                                        |
| Victoire | 1-0    | Jeff Darienzo    | Soumission (clé d'épaule)                 | Mass Destruction 1                         | 1er avril 2001    | 1     | 2:15  | Springfield, Massachusetts, États-Unis |                                        |